# 3106 Морабіто
3106 Морабіто (3106 Morabito) — астероїд головного поясу, відкритий 9 березня 1981 року.
Тіссеранів параметр щодо Юпітера — 3,114.